# Филаделфија–Халкидона
Оптина Филаделфија-Халкидона (грч. Δήμος Φιλαδελφείας - Χαλκηδόνος; [Динос Филаделфиас-Халкидонос]) једна је од 8 градских општина у округу Централна Атина у периферији Атика у Грчкој. 
Општина је административно подељена на два градска насеља: Неа Халкидона и Неа Филаделфија (уједно и административни центар општине). 
Општина је формирана након административне реорганизације округа из 2011. и настала је спајањем две некада засебне општине Филаделфија и Халкидона. Општина обухвата површину од 3,73 км², а према подацима пописа становништва из 2011. ту је живело 35.556 становника, или у просеку 9.532 ст/км².